# Попасное (Новоайдарский район)
Попасное (укр. Попасне) — село, относится к Новоайдарскому району Луганской области Украины.
Население по переписи 2001 года составляло 62 человека. Почтовый индекс — 93530. Телефонный код — 6445. Занимает площадь 0,59 км². Код КОАТУУ — 4423185602.

## Местный совет
93530, Луганська обл., Новоайдарський р-н, с. Новоохтирка, вул. Радянська, 27в  (укр.)